# Sant Pere de Castellnou d'Ossó
Sant Pere de Castellnou d'Ossó és l'església parroquial del poble de Castellnou d'Ossó dins del municipi d'Ossó de Sió, a la comarca de l'Urgell inclosa en l'Inventari del Patrimoni Arquitectònic de Catalunya.

## Descripció
Edifici de nau única capçada a llevant per un absis semicircular precedit per un estret arc presbiteral. La nau és coberta amb volta de canó, de perfil semicircular, que arrenca d'una imposta. L'absis té una finestra de doble esqueixada i a ponent s'obre la portalada d'arc de mig punt ressaltat per dos arquivoltes suportades per les respectives columnetes amb capitells i bases absents de decoració i de gran simplicitat, influència de la portalada de Pelagalls (Segarra). La façana és coronada per un campanar d'espadanya de dos ulls similar al d'Ossó de Sió. Al llarg de la nau exterior hi ha afegits tres contraforts a banda i banda amb un coronament bisellat que fan de suport a la volta de canó de la nau, la qual està molt deformada.

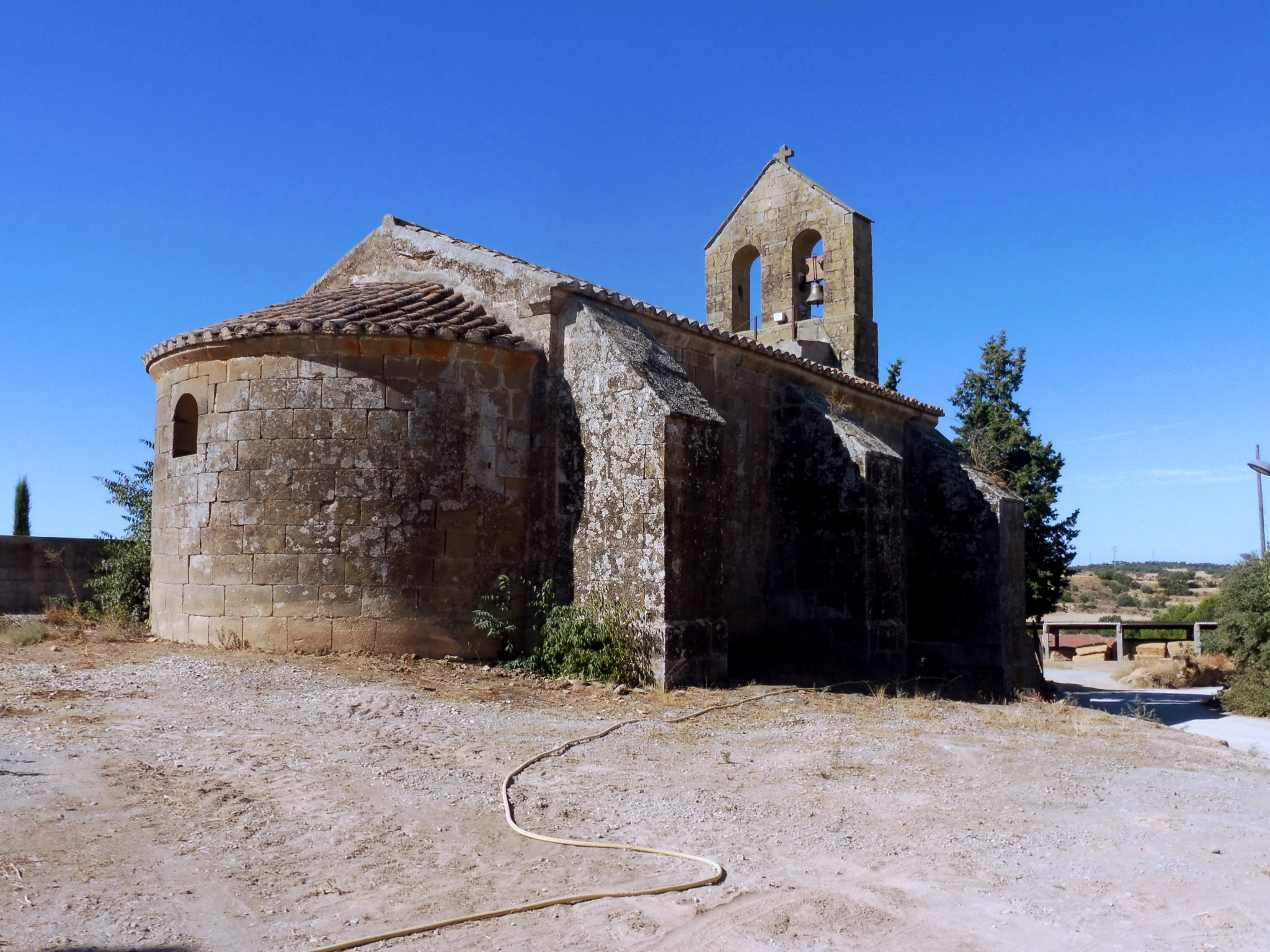
Absis i contraforts

Els paraments de la façana presenten un aparell de carreus escodats disposats molt ordenadament, la qual cosa palesa una construcció tardana, datable al segle xiii.
A l'interior hi resta un sarcòfag format per quatre peces: una caixa paral·lelepipèdica, amb decoració figurativa en baix relleu; una tapa rectangular plana i dos peus en forma d'arc triomfal. La decoració esculpida es reparteix entre la caixa i els peus. Està força erosionada però deixa entreveure un estil arcaïtzant i molt senzill. A la part frontal es veu una creu esgrafiada dins un cercle, fent referència a un símbol. A l'esquerra apareix un personatge que duu a la mà dreta una creu i a l'esquerra un ram de flors. Es pot identificar amb un escolanet pel cap gros i el cos prim. A la dreta de la creu hi ha tres personatges femenins vestits amb faldilles llargues i un mocador al cap. Són identificades com un grup de ploraneres, ja que porten una creu i estan desesperades. Els peus del sarcòfag també tenen decoració esculpida amb figuració emmarcada per pètals lanceolats al peu esquerra i amb una representació celestial amb decoració de set cercles entrelligats al peu dret.

## Notícies històriques
L'any 1279 l'església de Castellnou s'esmenta en les relacions d'esglésies i parròquies de la dècima papal recaptada al Bisbat d'Urgell. Posteriorment, l'any 1391 el rector de la parròquia de Castellnou pagà disset sous en la dècima col·lectada aquell any a la Diocesi urgellenca. Segons la visita canònica realitzada pel bisbe d'Urgell l'any 1515, l'església estava llavors en mal estat.